# Theodor Fischer

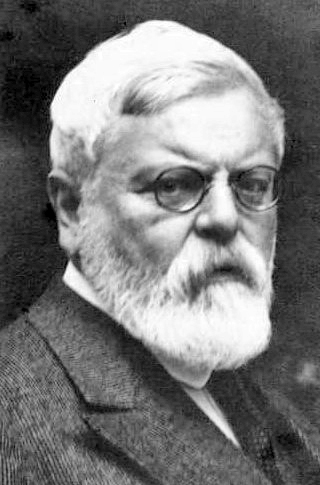
Theodor Fischer, 1933

Theodor Fischer (* 28. Mai 1862 in Schweinfurt; † 25. Dezember 1938 in München) war ein deutscher Architekt, Stadtplaner und Hochschullehrer.

## Leben
Theodor Fischer wurde als sechstes Kind von Ferdinand und Friederike Fischer in Schweinfurt geboren. Nach dem frühen Tod des Vaters 1869, der Großhändler für Indigo, Farbholz und Wolle war, besuchte er das humanistische Gymnasium in Schweinfurt. Dort schon zeigte sich seine Vorliebe zum Zeichnen und Karikieren. Von 1880 bis 1885 studierte er Architektur an der Technischen Hochschule München. Er war ein Schüler von Friedrich Thiersch sowie von dessen Assistenten Karl Hocheder, einem Meister der Architekturzeichnung, und wurde zugleich von Thierschs Bruder August in die antike Architektur und Proportionslehre eingeführt, die er bei seinen Bauten anwandte. Er setzte sich aber bald von dem von Friedrich Thiersch gelehrten Historismus ab und entwickelte einen eigenen, aus den regionalen und sozio-kulturellen Voraussetzungen der jeweiligen Umgebung begründeten Stil, wobei er die soziale Lage, wie das Leben der Bewohner und Nutzer in und mit den von ihm entworfenen häuslichen, kirchlichen, offiziellen und städtischen Räumen zum Ausgangspunkt machte.

Laimer Schlössl, Fischers Wohnhaus

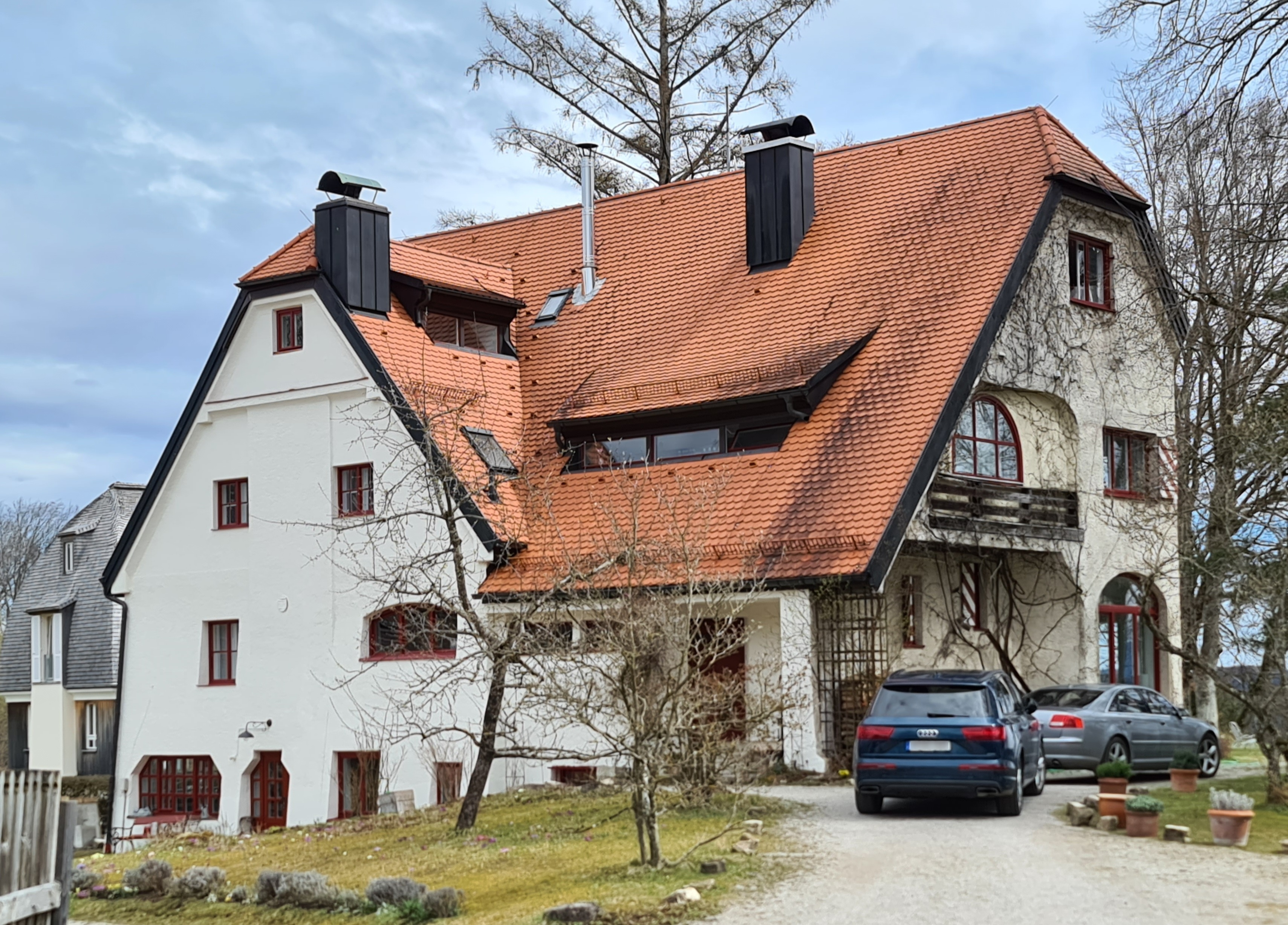
Landhaus Theodor Fischer, Schlederloh 8

Theodor Fischer starb am 25. Dezember 1938 im Alter von 76 Jahren im Laimer Schlössl, seinem Wohnsitz in München, in dem er mit seiner Frau Therese dreißig Jahre lang und in nächster Nähe zu seinem Architekturbüro gelebt hatte. Er wurde – nur von wenigen Freunden geleitet – auf dem Waldfriedhof in München (Grabnr. 039-W-14) bestattet.

## Beruflicher Werdegang
Fischer arbeitete nach seinem Studium zunächst von 1886 bis 1889 im Baubüro des Reichstagsgebäudes unter Leitung von Paul Wallot in Berlin. Dort besuchte er auch Vorlesungen an der Universität und knüpfte wichtige Bekanntschaften, etwa mit Otto Rieth, der später sein Kollege an der Hochschule wurde, und Wilhelm Rettig, dem späteren Leiter des Münchner Stadtbauamts, der Fischer 1893 in das Stadterweiterungsbüro holte. Nach einer Bürogemeinschaft Reuter & Fischer mit dem Dresdner Architekten Richard Friedrich Reuter zwischen 1889 und 1892 arbeitete Fischer kurzzeitig mit Gabriel von Seidl in München zusammen. Als Vorstand des Stadterweiterungsreferats in der kommunalen Bauverwaltung der Stadt München von 1893 bis 1901 stellte Fischer einen Generalbebauungsplan für München auf, der bis zum Zweiten Weltkrieg verbindlich galt und das Bild Münchens bis heute in einigen Stadtregionen prägt. Seine Staffelbauordnung als frühe Form der Bauleitplanung wurde bis Anfang der 1990er Jahre akzeptiert.
1901 folgte er dem Ruf an die Technische Hochschule Stuttgart und war dort bis 1908 Professor für Bauentwürfe einschließlich Städteanlage. Mit der Berufung nach Stuttgart begann Fischers erfolgreichste und intensivste Schaffensperiode als Architekt; zugleich zog er mit seiner neuen, von Werkkunde und Städtebau geprägten Lehrmethode und der Offenheit gegenüber den Ideen seiner Schüler die junge Generation an. Er war, wie der Architekt Fritz Schumacher meinte, „der Erzieher einer ganzen Architektengeneration“, die in der Folge sowohl als Traditionalisten wie als Progressive das Bild der Städte bis nach dem Zweiten Weltkrieg prägten. Vertreter der in der Weimarer Republik bekannten „Stuttgarter Schule“ (z. B. Paul Schmitthenner, Heinz Wetzel) betrachteten Fischer als ihren „geistigen Vater“. In seinem Büro arbeiteten so gegensätzliche Charaktere wie Bruno Taut und Paul Bonatz, der sein Assistent und später Nachfolger auf dem Stuttgarter Lehrstuhl wurde und in den 1940er Jahren zu einem heftigen Kritiker Fischers, aus dessen Bannkreis als Übervater er sich erstmals mit dem Bau des Stuttgarter Bahnhofs gelöst habe. Er warf Fischer Unordnung, mangelnde Systematik und Klarheit in Architektur und im Städtebau vor und charakterisierte seine Bauten, wie etwa die Münchner Schulbauten oder die Jenaer Universität, als „fränkisch verknödelt“.
1908 kehrte Fischer als Professor für Baukunst an die Technische Hochschule München zurück, an der er schon 1901 als Lehrbeauftragter tätig gewesen war und u. a. René von Schöfer sein Assistent war. Im gleichen Jahr verlieh die Universität Jena ihm anlässlich der Fertigstellung des von ihm entworfenen Universitätsgebäudes die Ehrendoktorwürde. Seine Gedanken zu einer dringenden Studienreform veröffentlichte er 1917 in seinem „Manifest für die deutsche Baukunst“, in dem er sich vehement für eine neue Architektenausbildung einsetzte: Nach zwei Jahren Hochschule sollten drei Jahre Lehrwerkstatt unter Anleitung eines Meisters folgen. Bruno Taut griff diese Gedanken in seinem „Architektur-Programm“ auf, das Grundlage für das Bauhaus-Manifest wurde. Wiewohl skeptisch gegenüber der Radikalität des Neuen Bauens, das die Nationalsozialisten als „bolschewistische“ und gegen den deutschen Geist gerichtete Kunst verfolgten, verteidigte Fischer diese neue Schule sowohl 1932 in einem Appell zur Erhaltung des Bauhauses wie in seiner denkwürdigen Rede zur Feier des Kampfbundes für Deutsche Kultur im Goldenen Saal des Augsburger Rathauses im Oktober 1933, zu der die gesammelte NS-Prominenz erschienen war. Damit war er – seit 1928 als Professor in München emeritiert – nach eigenen Aussagen „beiseite gestellt und mißliebig“ geworden. Der Architekt des Erweiterungsbaus der Universität München und des Deutschen Museums, German Bestelmeyer, lief ihm in dieser letzten Münchner Zeit den Rang ab. Theodor Fischer entwarf nach dem Ersten Weltkrieg für München eine Reihe von Hochhäusern mit 22 bis 27 Geschossen, die, wie entsprechende Projekte seines Kollegen Otho Orlando Kurz, alle nicht genehmigt wurden.

## Nachwirkung
1946 gründeten Schüler Fischers, beeindruckt von der Zerstörung durch den Weltkrieg, das Theodor-Fischer-Institut und suchten in einer von Walter Gropius eröffneten Vortragsreihe Lösungen für den Wiederaufbau. Die Erben seiner Kinder Wilhelm Fischer (1894–1945) und Lore Wetzel (1896–1987) trugen mit dazu bei, dass Theodor Fischer zu seinem 50. Todestag in München und Stuttgart eine erste umfassende Gedächtnisausstellung mit einem kritischen Werkverzeichnis erhielt. Winfried Nerdinger würdigte darin sein Werk als das „des einflussreichsten und bedeutendsten Architekten vor dem Ersten Weltkrieg“, der über 100 ausgeführte Bauten hinterlassen hat; ganz zu schweigen von zahlreichen nicht ausgeführten Projekten für Bauten und städtische Räume, mit denen er an Wettbewerben teilnahm oder seine idealen Vorstellungen skizzierte. Seine reiche Vortragstätigkeit, Aufsätze und Beiträge für Fachzeitschriften bieten einen Einblick in seine Gedankenwelt, die sich fast dialektisch zwischen alt und neu, Tradition und Moderne, im Sinne eines neugierigen Fortschreitens bewegte.
Nach Fischer ist der sogenannte Fischerbogen benannt, eine besondere architektonische Bauform des Bogens, die er erfand.

## Mitgliedschaften
Fischer war 1907 Mitbegründer und in der Folge 1. Vorsitzender im Ausschuss des Deutschen Werkbunds sowie Mitglied der Deutschen Gartenstadt-Gesellschaft. Er war beratend und gestalterisch an der Entstehung der ersten deutschen Gartenstadt Hellerau beteiligt. Sein Schaffen ist geprägt von der Auseinandersetzung mit den Auswirkungen der Industrialisierung und der Überwindung des Historismus am Beginn der modernen Architektur.

## Schüler
Berühmte Schüler Fischers waren: Karl Barth, Dominikus Böhm, Paul Bonatz, Ella Briggs, Martin Elsaesser, Hugo Häring, Richard Kauffmann, Ferdinand Kramer, Johannes Ludwig, Ernst May, Erich Mendelsohn, Franz Mutzenbecher, Jacobus Johannes Pieter Oud, Oskar Pfennig, Richard Riemerschmid, Franz Roeckle, Heinz Schmeißner, René von Schöfer, Otto Ernst Schweizer, Bruno Taut, Lois Welzenbacher, Heinz Wetzel und Gustav Wolf. Paul Schmitthenner stieß als Architekt zu Fischer, betrachtete ihn aber als Vorbild für seine Lehre an der Technischen Hochschule Stuttgart. Die Architekten Sigurd Lewerentz, Herbert Rimpl, Willibald Braun und Siegmund von Suchodolski waren Mitarbeiter Fischers; der Münchner Architekt Oskar Pixis war von 1908 bis 1936 Chef des Architekturbüros von Fischer in München-Laim.

## Auszeichnungen
- 1908: Komturkreuz des großherzoglich sächsischen Hausordens der Wachsamkeit oder vom weißen Falken[3]
- 1909: Ehrendoktorwürde der Universität Jena
- 1919: Mitglied der Preußischen Akademie der Künste[4]
- 1922: Ehrendoktorwürde der Technischen Hochschule Stuttgart (Dr.-Ing. E. h.)
- 1925: Bayerischer Maximiliansorden für Wissenschaft und Kunst im Bereich Kunst
- Ehrenmitglied der Bayerischen Obersten Baubehörde
- Goethe-Medaille für Kunst und Wissenschaft
- Goldene Ehrenmünze der Landeshauptstadt München
- Das Zentralinstitut für Kunstgeschichte in München vergibt jährlich den Theodor-Fischer-Preis als internationalen Nachwuchsförderpreis für herausragende Forschungsarbeiten zur Architekturgeschichte des 19. und 20. Jahrhunderts.[5]

## Theodor Fischer als Namensgeber
- Nach Theodor Fischer wurde 1947 im Münchener Stadtteil Allach (Stadtbezirk 23 – Allach-Untermenzing) die Theodor-Fischer-Straße benannt.[6][7][8]
- In Fischers Geburtsstadt Schweinfurt gibt es einen nach ihm benannten Theodor-Fischer-Platz.[9][10]
- Theodor-Fischer-Straße in Reutlingen[11][12]
- Theodor-Fischer-Straße in Pfullingen[13][14]
- Theodor-Fischer-Straße in Heilbronn[15][16]
- Theodor-Fischer-Straße in Alteglofsheim[17][18]
- Theodor-Fischer-Weg in Frankfurt am Main[19][20]
- Der kleine Theodor-Fischer-Platz in Stuttgart liegt an der Ecke Heusteigstraße / Römerstraße, gegenüber der von Theodor Fischer erbauten Heusteigschule.[21][22]

## Werk

### Bauten und Entwürfe

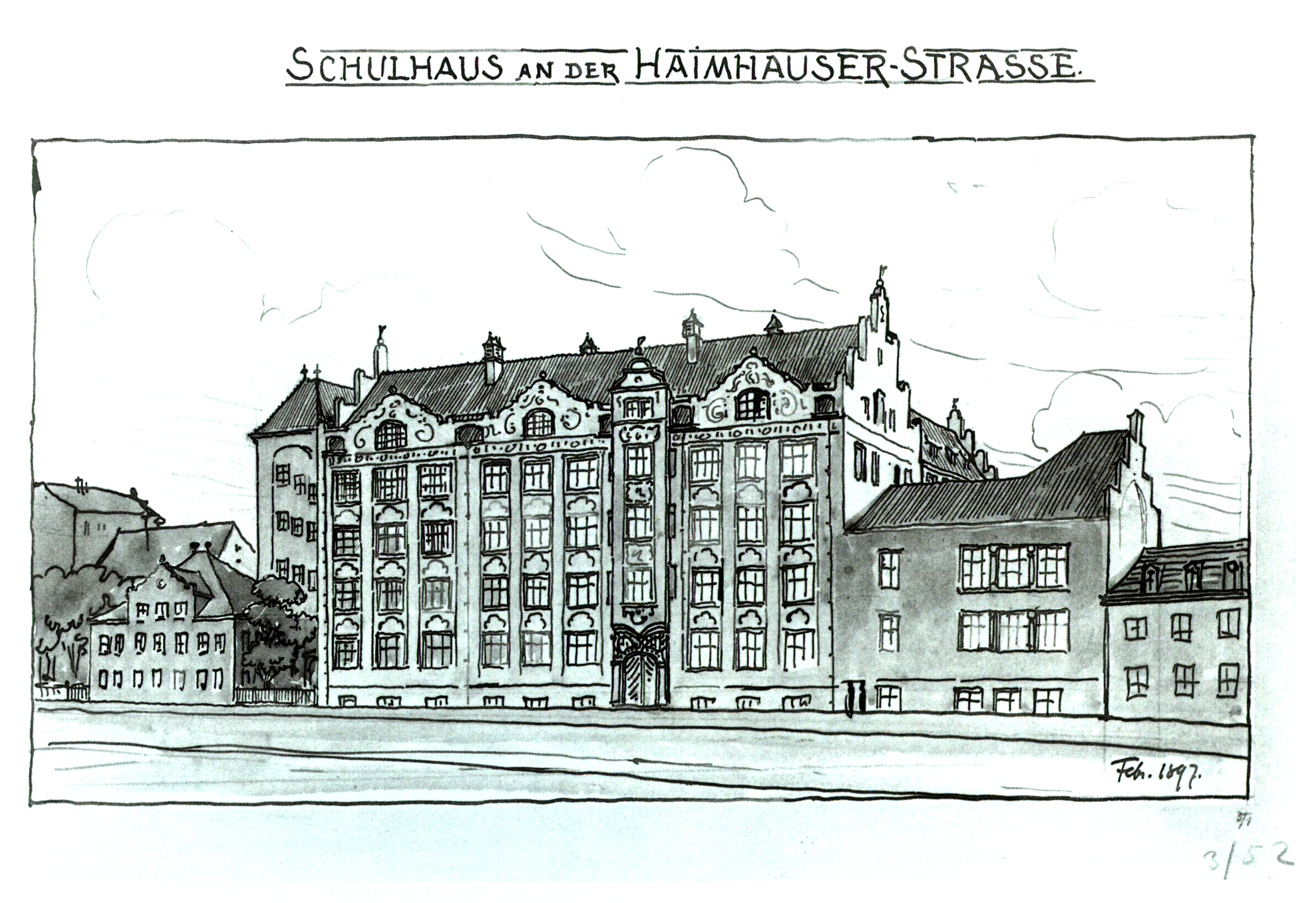
Entwurfszeichnung der Schule an der Haimhauser Straße in München, 1897

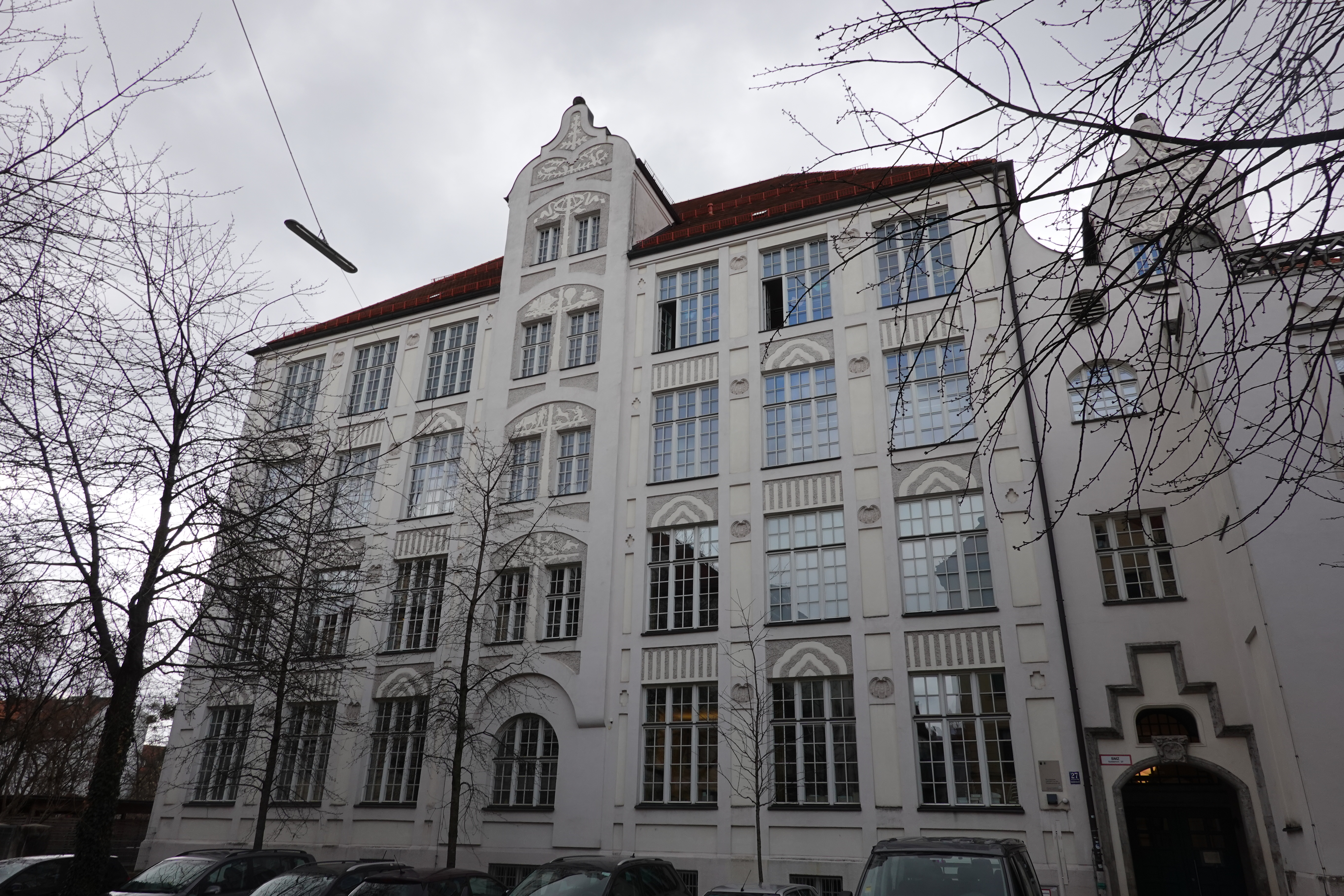
Volksschule an der Guldeinstraße in München, 1899

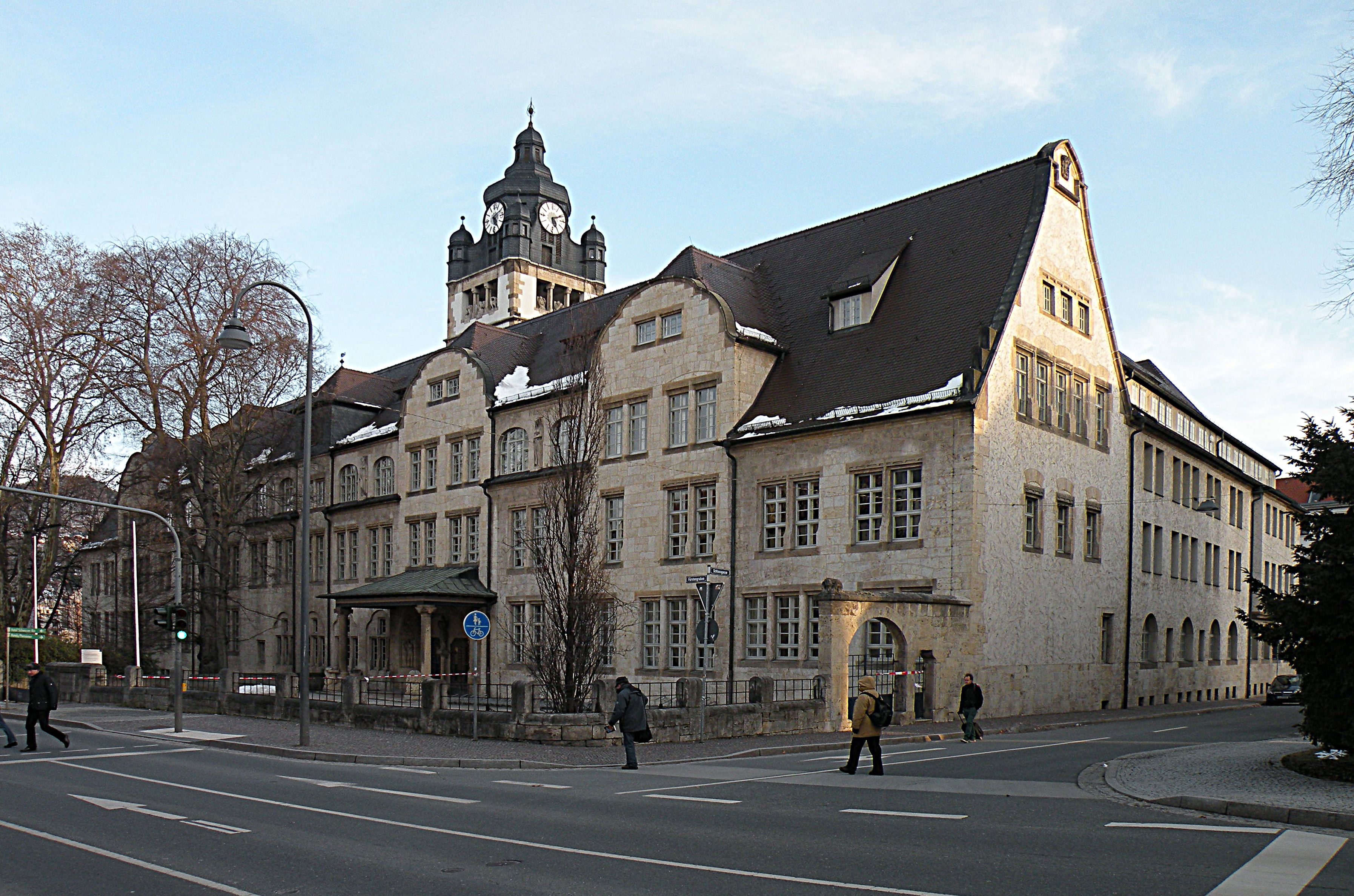
Hauptgebäude der Universität Jena

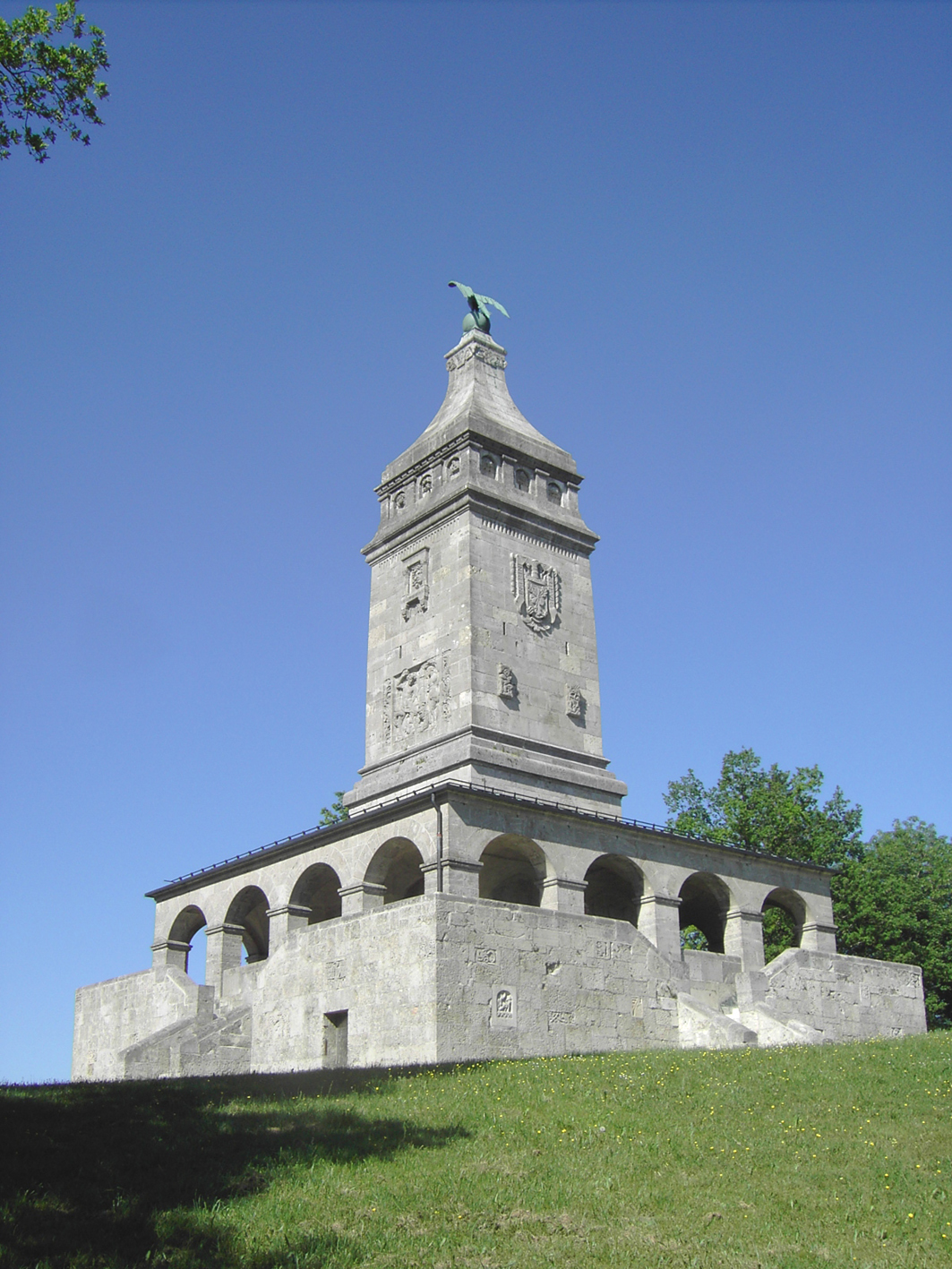
Bismarckturm am Starnberger See

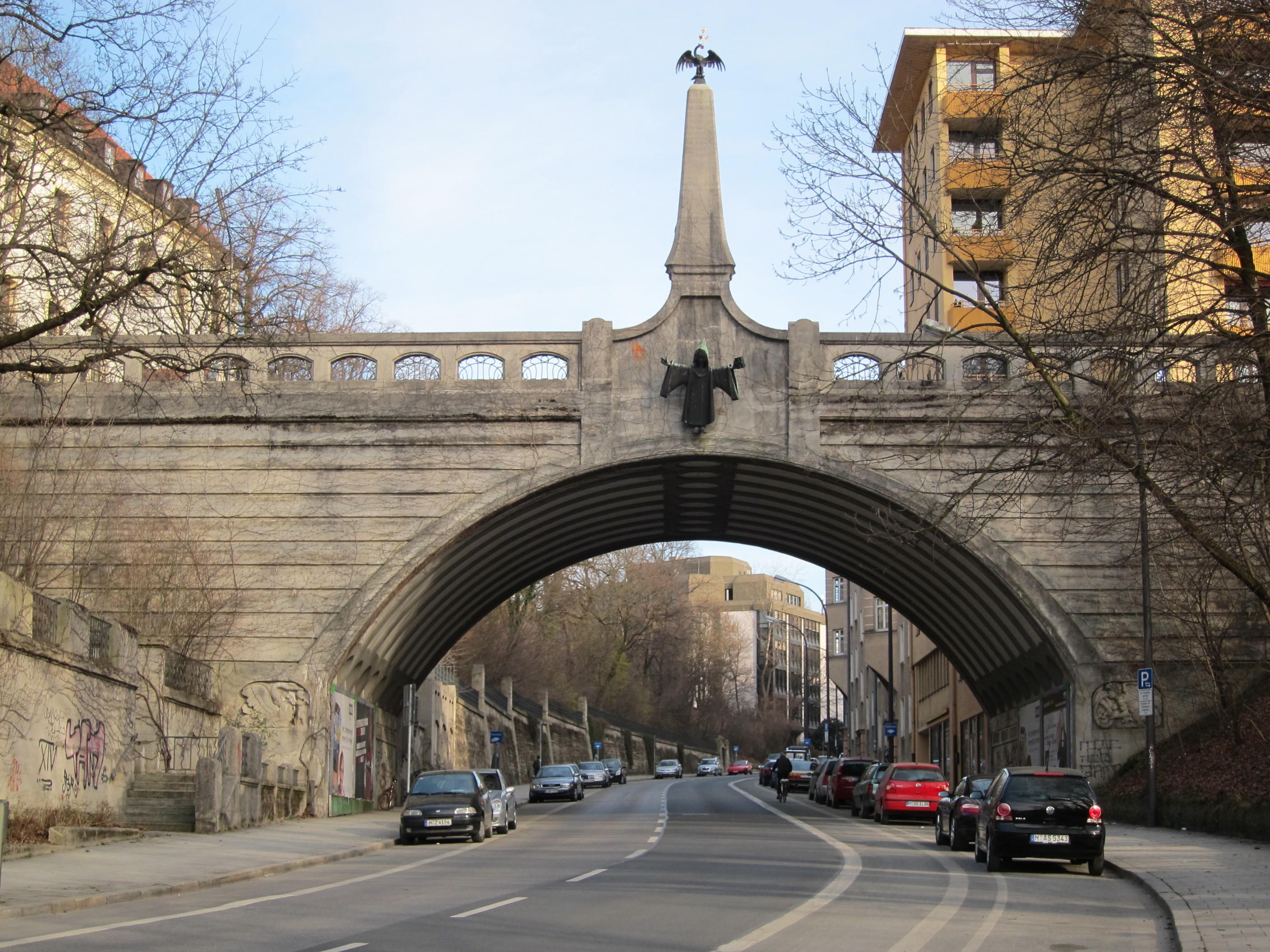
Gebsattelbrücke in München

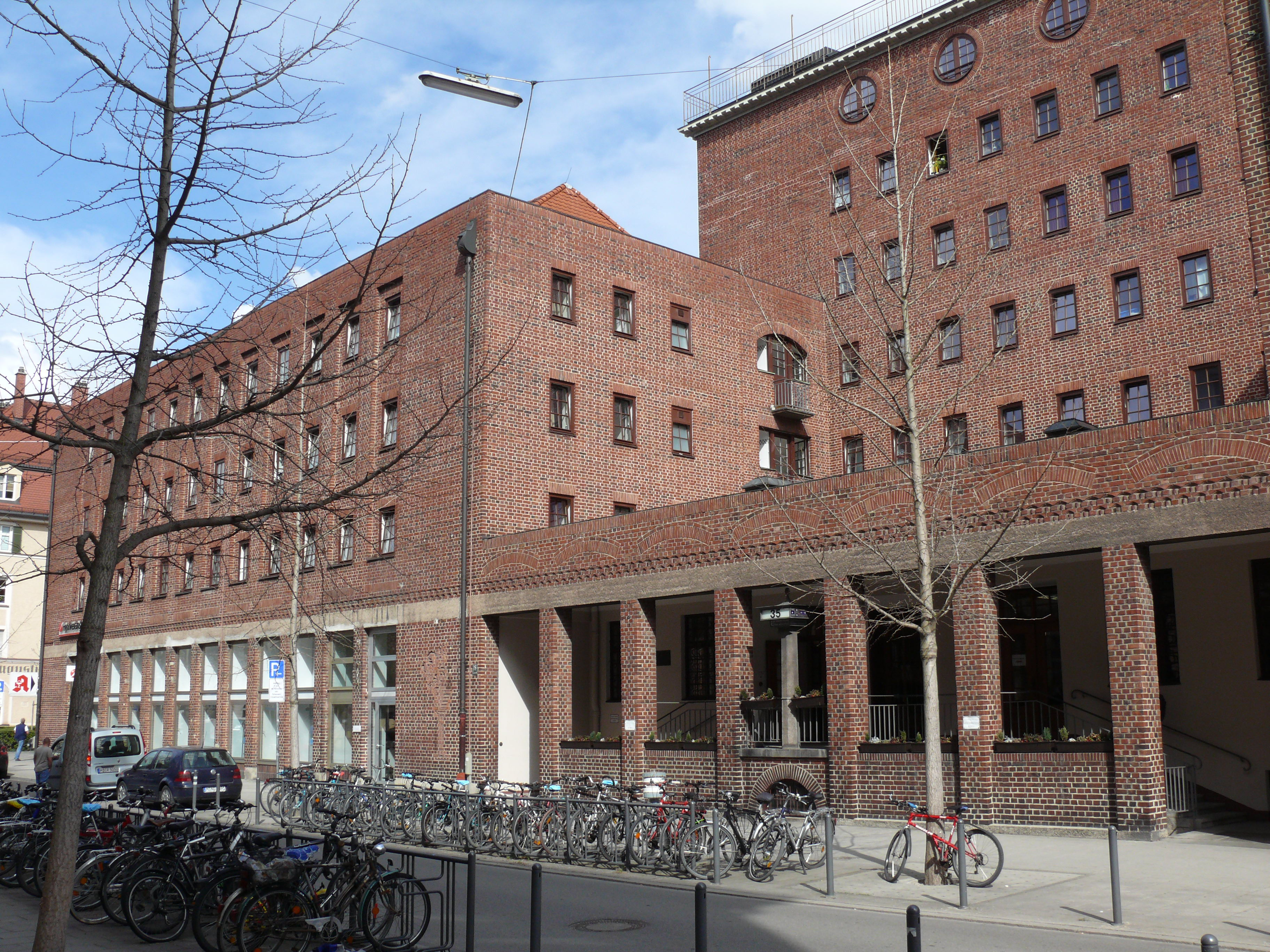
Ledigenheim in München

Die Liste nennt die ausgeführten Werke Fischers chronologisch nach dem Jahr der ersten Entwürfe. Die tatsächliche Bauausführung war teilweise später, einige Projekte wurden durch andere Architekten ausgeführt.
- Wohnhaus in München-Neuhausen, 1894
- Bismarck-Denkmal in Leoni am Starnberger See, 1896–1899
- Volksschule an der Haimhauserstraße in München, 1897
- Baulinienplan des Dreimühlenviertels, 1898
- Wohnhaus Wunderlich in Stuttgart, 1898
- Wohnhaus Seifert in Würzburg, 1898
- Volksschule an der Guldeinstraße in München, 1899
- Gewerbeschule an der Luisenstraße in München, 1899
- Evangelische Erlöserkirche an der Münchner Freiheit, 1899–1901
- Städtische Höhere Mädchenschule in München, 1900
- Volksschule am Elisabethplatz in München, 1900
- Münchner Marionettentheater an der Blumenstraße in München, 1900
- Luitpoldbrücke in München, 1900–1901
- Wohnhaus Riemerschmid in München-Pasing, 1900
- Erweiterungsbau der evangelischen Kirche in Wolfratshausen, 1901
- Gebsattelbrücke in München, 1901
- St.-Stephanus-Kirche in Oberbessenbach (Landkreis Aschaffenburg), 1901
- Wohnhaus Riemerschmid in Starnberg, 1901[23]
- Evangelische Kirche in Gaggstatt, 1902–1905
- Stadttheater in Heilbronn, 1902 (ausgeführt 1911–1913, gesprengt 1970)
- Wittelsbacherbrücke in München, 1902–1904
- Max-Joseph-Brücke in München, 1902
- Volksschule in Rothenburg ob der Tauber, 1902

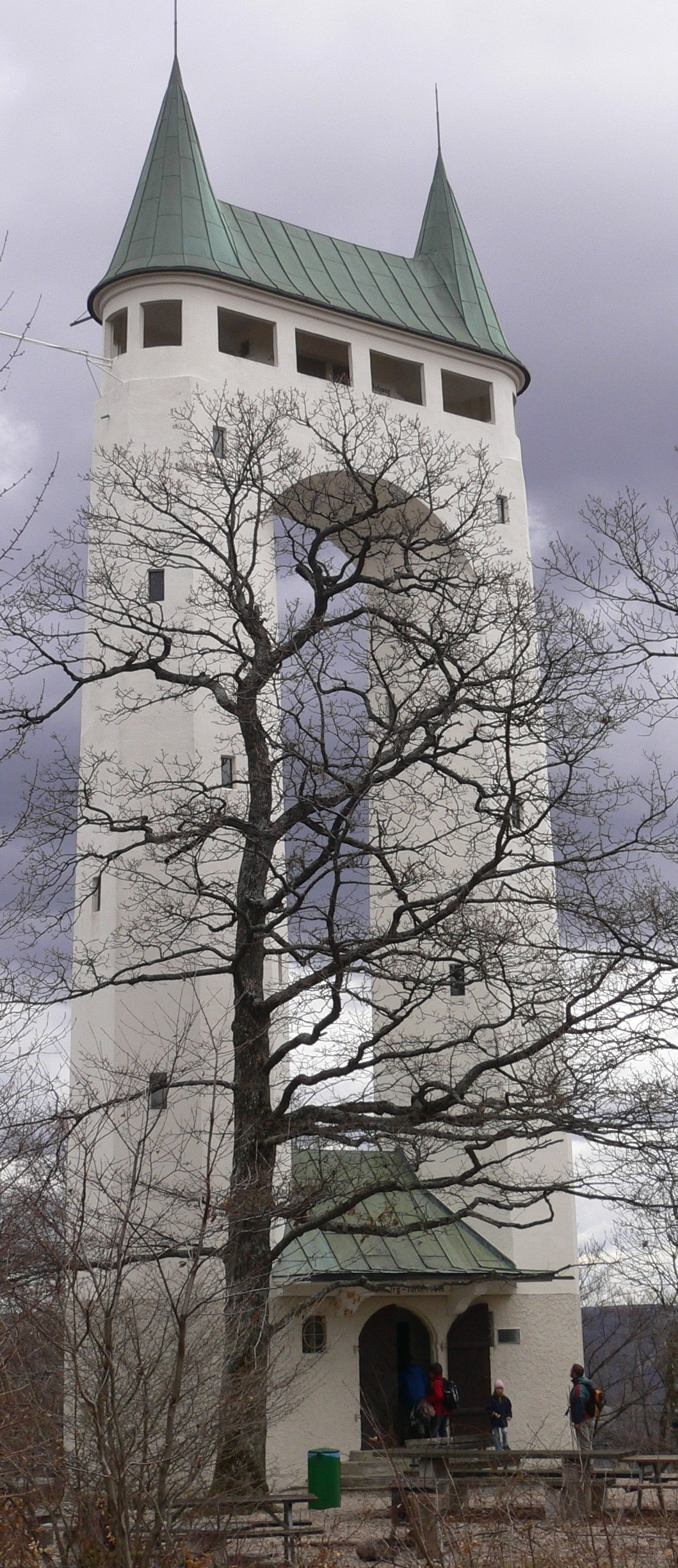
Schönbergturm bei Pfullingen

- Leichenhaus in Rothenburg ob der Tauber, 1902 (nicht ausgeführt)
- Arbeiterkolonie Gmindersdorf der Ulrich Gminder GmbH in Reutlingen, 1903–1915
- Haus Zeller in Stuttgart, 1903

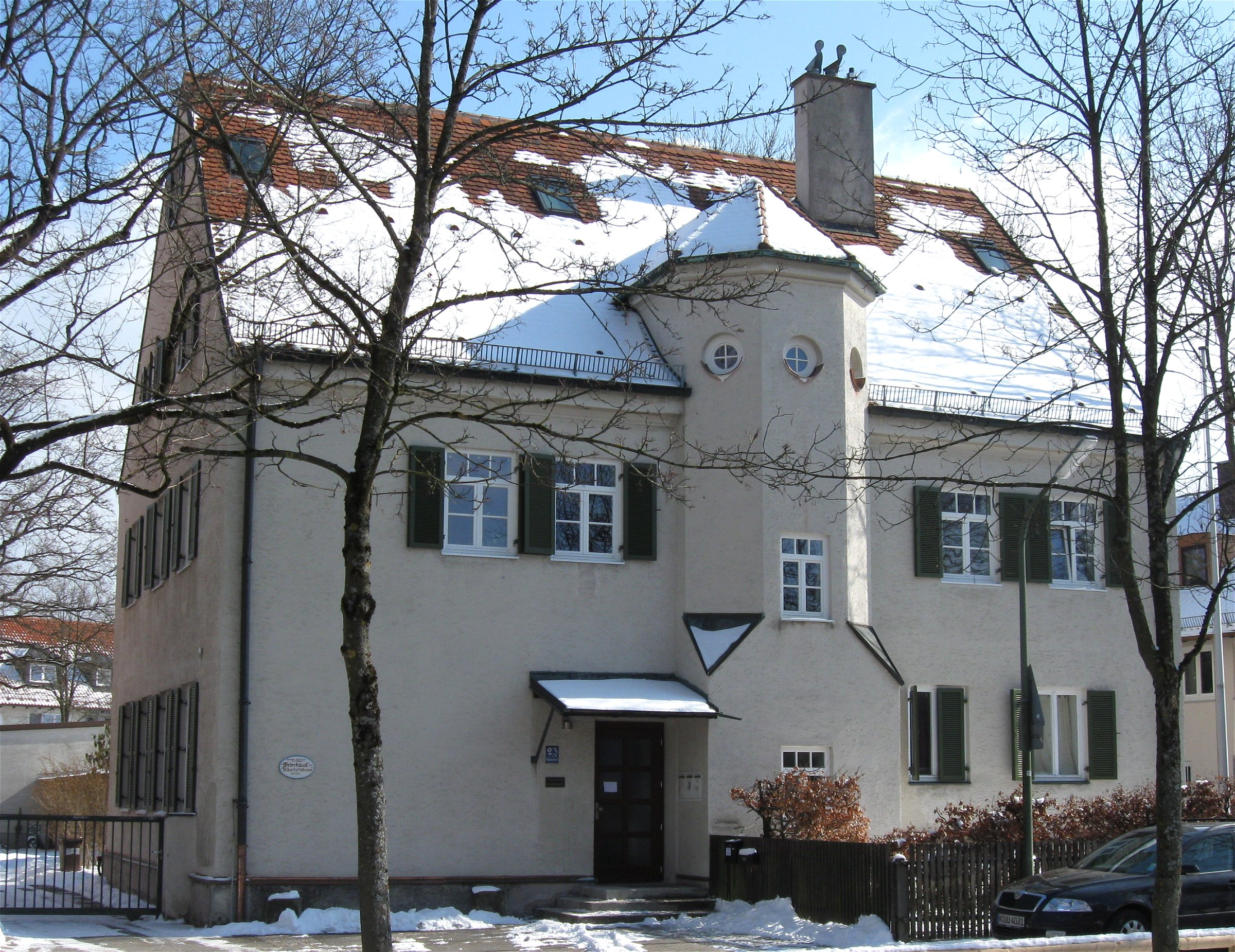
Evangelisches Pfarrhaus in München-Perlach

- Evangelisches Pfarrhaus in München-Perlach, 1903
- Postgebäude in Friedrichshafen, 1904
- Lagerhaus in Stuttgart-Ostheim, 1904
- Pfullinger Hallen („Ton- und Turnhalle“ für die Pfullinger Vereine) in Pfullingen, 1904–1907
- Haus „Erlenhof“ bei Pfullingen, 1904
- Umbau des Bahnhofs in Plochingen, 1904
- Landesbank in Stuttgart, 1904
- Arbeiterwohnhäuser Weberstraße 7 und 9, Leonhardstraße 11 (alte Hausnummern) in Stuttgart, 1904[24][25]
- Hauptgebäude der Friedrich-Schiller-Universität Jena, 1904–1908
- Einfamilien-Wohnhaus in Kiel, 1905
- Volksschule an der Hirschbergstraße in München 1905
- Schönbergturm über dem Echaztal bei Pfullingen, 1905
- Gustav-Siegle-Haus (heute Philharmonie) in Stuttgart, 1905 (ausgeführt 1910–1912, kriegszerstört und 1953–1954 durch Martin Elsaesser wiederaufgebaut)
- Gemeinschaftshaus „Cornelianum“ in Worms, 1905–1913
- Volksschule in Binsdorf (Württemberg), 1906
- Arbeiterwohnhäuser in Pfullingen, 1906
- Arbeiterwohnhaus Leonhardstraße 13 in Stuttgart
- Heusteigschule in Stuttgart, 1906
- Zeitungskiosk in Stuttgart, 1906
- Erlöserkirche in Stuttgart, 1906–1908
- Renovierung der evangelischen Johanniskirche in Brackenheim, 1906–1909
- Restaurant im Konversationshaus in Baden-Baden, 1907
- Einfamilienhaus in Fischbach (Bodensee), 1907
- Volksschule in Friedrichshafen (Bodensee), 1907
- Volksschule in Höfen an der Enz, 1907

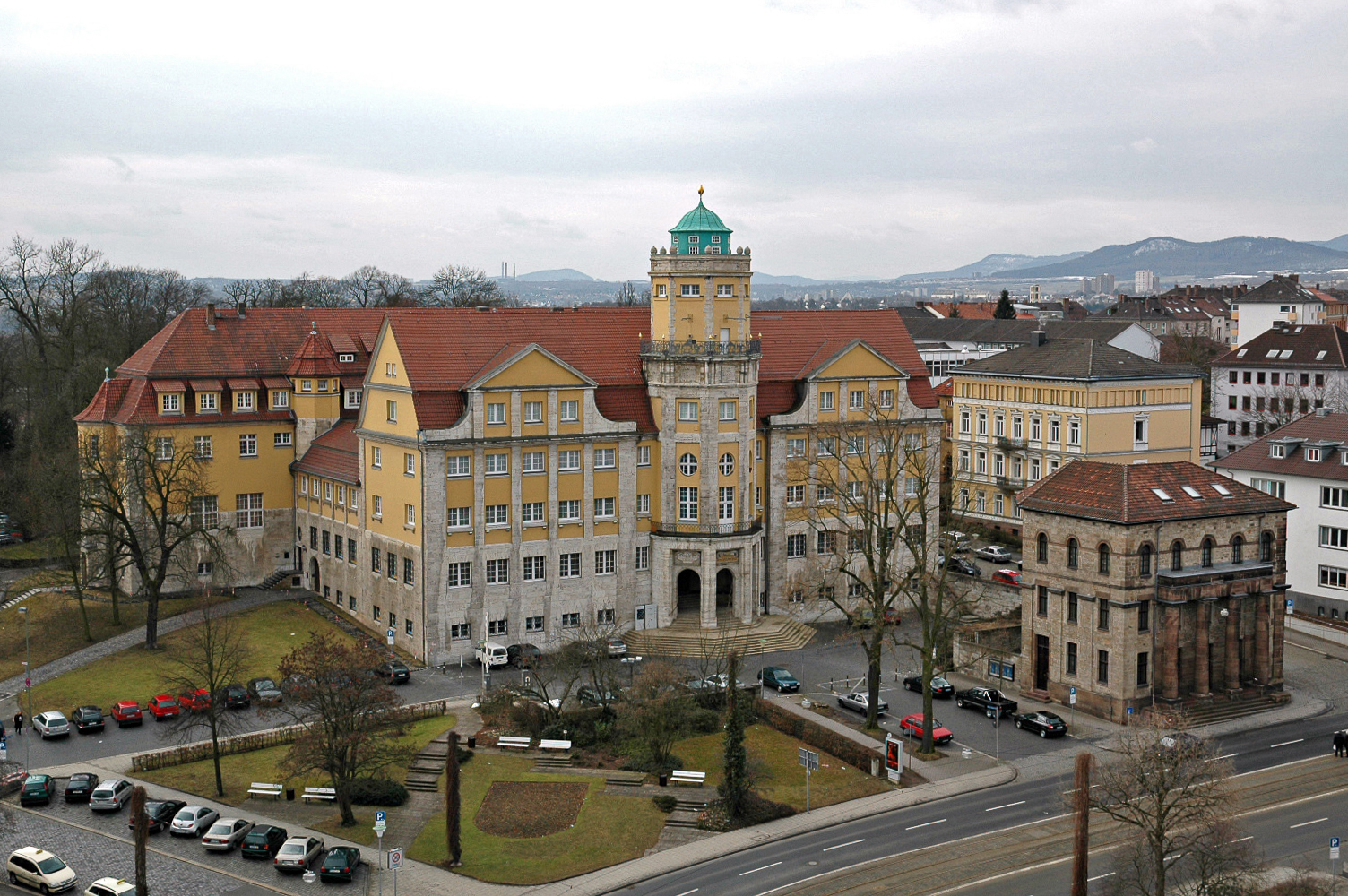
Hessisches Landesmuseum in Kassel

- Hessisches Landesmuseum in Kassel, 1907–1912
- Studentenheim „Seeburg“ in Kiel, 1907
- Höhere Mädchenschule in Sondershausen, 1907
- Sparkasse in Freudenstadt, 1908
- Camsdorfer Brücke in Jena, 1908
- Pauluskirche (evangelische Garnisonskirche) in Ulm, 1908–1910
- Einfamilienhäuser in der Gartenstadt Hellerau bei Dresden, 1909
- Haus der Studentenverbindung „Germania“ in Jena, 1909
- Volksschule und Betsaal in Lana (Südtirol), 1909
- Neues Polizeigebäude in München, 1909–1915
- Wohnbauten der Terraingesellschaft Neu-Westend in München, Camerloherstraße, Aindorfer Straße, Jörgstraße und Guido-Schneble-Straße (Geoportal Bayern), 1909[26]
- Einfamilienhäuser in München-Neuwittelsbach, 1909
- Einfamilienhaus in Schweinfurt, 1909

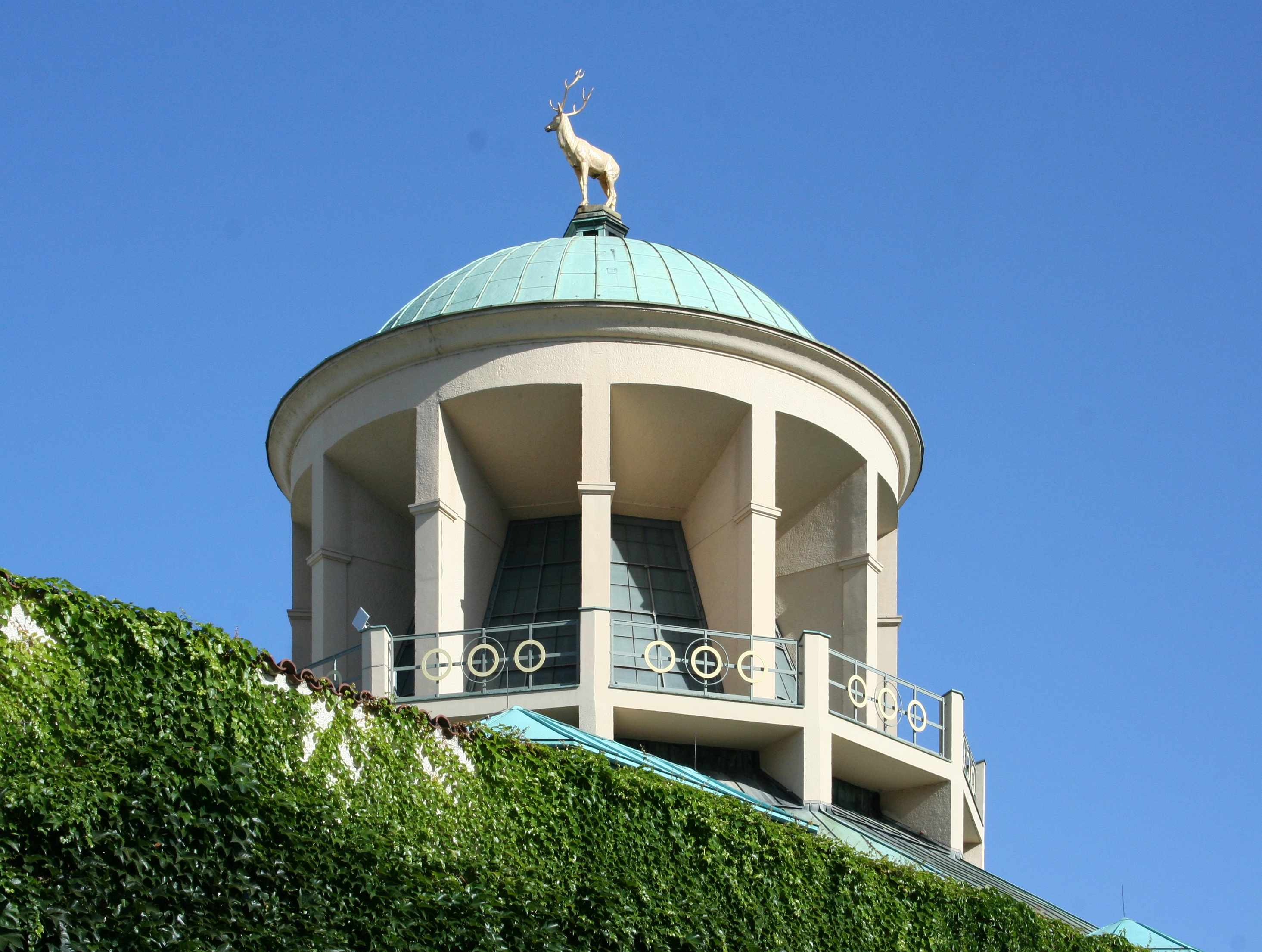
Kunstgebäude in Stuttgart

- Kunstgebäude in Stuttgart, 1909–1913 (nach Kriegszerstörung 1956–1961 durch Paul Bonatz und Günther Wilhelm verändert wiederaufgebaut)
- Einfamilienhaus in Tübingen, 1910
- Postgebäude in Hall in Tirol, 1910
- Wohnbauten der Baugesellschaft Westend in München, 1910
- Haus Glöckle in Schweinfurt, 1910
- Arbeiterkolonie in Limburgerhof (Pfalz), 1911
- Kleinhauskolonie an der Gunzenlehstraße in München-Laim, 1911
- Sommerhaus Fischer in Schlederloh (Isartal), 1911
- Umbau der ehemaligen Augustinerkirche in München („Weißer Saal“), 1914–1915 (Einbau der Treppenanlage im ehemaligen Chor)
- Schloss in Forbach (Moselle), 1912–1914
- Museum Wiesbaden in Wiesbaden, 1912–1915
- Gebäude der Versicherung der Zuckerindustrie (Asekurační spolek průmyslu cukrovarnického) in der Prager Neustadt, 1912–1915 (zusammen mit Josef Zasche; Neobarockbau mit kubistischen und neoklassizistischen Elementen; Praha-Nové Město, Senovážné náměstí 976/31–33; unter Denkmalschutz ÚSKP-Nr. 12366/1-2194)[27][28]
- Einfamilienhaus in Kassel, 1913
- Evangelische Interimskirche in München-Laim, 1913 (heute INTERIM-Theater)
- Kuranlage und Hotel Quellenhof in Aachen, 1913–1916 (gemeinsam mit Karl Stöhr)
- Einfamilienhaus in Traunstein (Oberbayern), 1913
- Landwirtschaftliche Winterschule in Fürth (Bayern), 1914
- Haupthalle der Werkbundausstellung in Köln, 1914
- Volksschule in Landau in der Pfalz, 1914
- Haushaltsschule in Lindenberg im Allgäu, 1916
- „Gasthof zum Rößle“ in Lindenberg im Allgäu, 1916
- Kantine für die Bayerische Geschützwerke Fried. Krupp KG in München-Freimann, 1916 (einzig ausgeführter und nicht erhaltener Teil einer umfangreichen Planung für Arbeitersiedlung und Verwaltungsgebäude; Die ohne Beteiligung Fischers geplanten Fabrikanlagen wurden später als Ausbesserungswerk München-Freimann genutzt.)[29]
- Einfamilienhaus in Blaichach (Bayern), 1918
- Wohnbauten für eine Baugenossenschaft in Marktredwitz, 1918
- Siedlung Alte Heide in München-Nordschwabing, 1919–1930
- Bauten für eine Wohnbaugenossenschaft in Nördlingen, 1918
- Gasthaus einer Baugenossenschaft in Marktredwitz, 1918
- Einfamilienhaus in München-Bogenhausen, 1919
- Wohnbauten des Bauvereins Schweinfurt in Schweinfurt, 1919
- Silobau „Mühlturm“ in Bad Tölz, 1919
- Evangelisch-lutherische Christuskirche in Gauting, 1926–1928
- Umbau des Rathauses in Nördlingen, 1921
- Wohnhaus in Bad Orb, 1921
- Sparkassengebäude in Würzburg, 1921–1928
- Stadtvilla für Abraham Adelsberger in Nürnberg, 1924[30]
- Industrie-Verwaltungsgebäude in Schweinfurt, 1923
- Landwirtschaftsschule in Kaufbeuren, 1924
- Evangelische Waldkirche in Planegg, 1925–1926 (wichtigstes Spätwerk)[31]
- Einfamilienhaus in Sonthofen, 1925
- Evangelische Kirche und Gemeindesaal in München-Laim, 1925
- Landwirtschaftsschule in Nördlingen, 1925
- Einfamilienhaus in Bamberg, 1926
- Entwurf des ersten Generalbaulinienplans für die Stadt Augsburg, 1926[32]
- Ledigenheim München, 1926–1927
- Kunsthaus an der Goethestraße in München, 1928
- Garage und Fahrschule in München, 1928
- Wohnhaus an der Luisenstraße in München, 1928
- Gewerbehalle in Bad Tölz, 1928

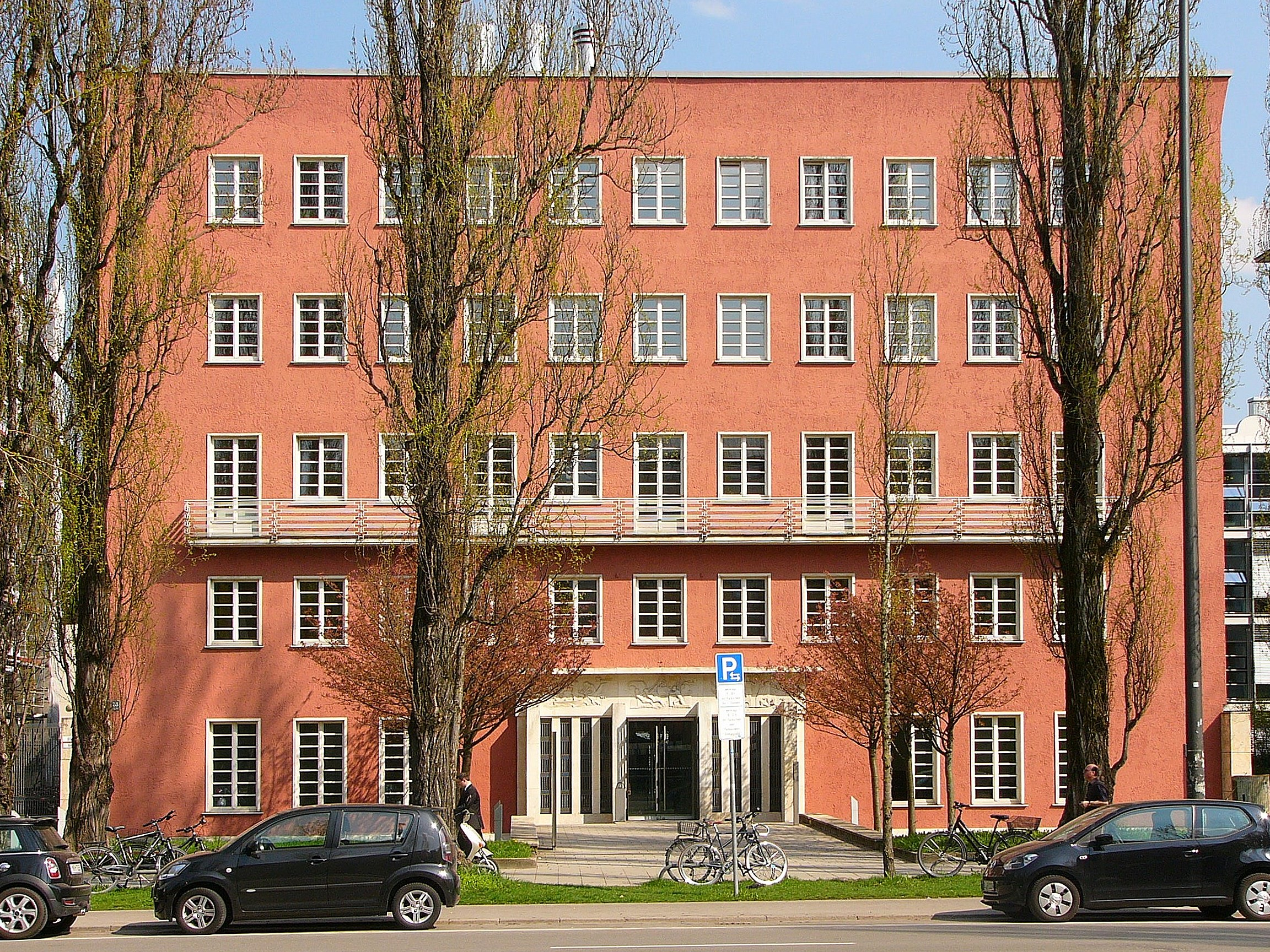
Ehemaliges Verwaltungsgebäude der Rhein-Main-Donau AG in München

- Verwaltungsgebäude der Rhein-Main-Donau AG in München, 1928–1929 (mit Jakob Pfaller, unter Denkmalschutz, heute Teil der Allianz-Hauptverwaltung)[33]
- Erweiterungsbau der Löwenbrauerei in München, 1935

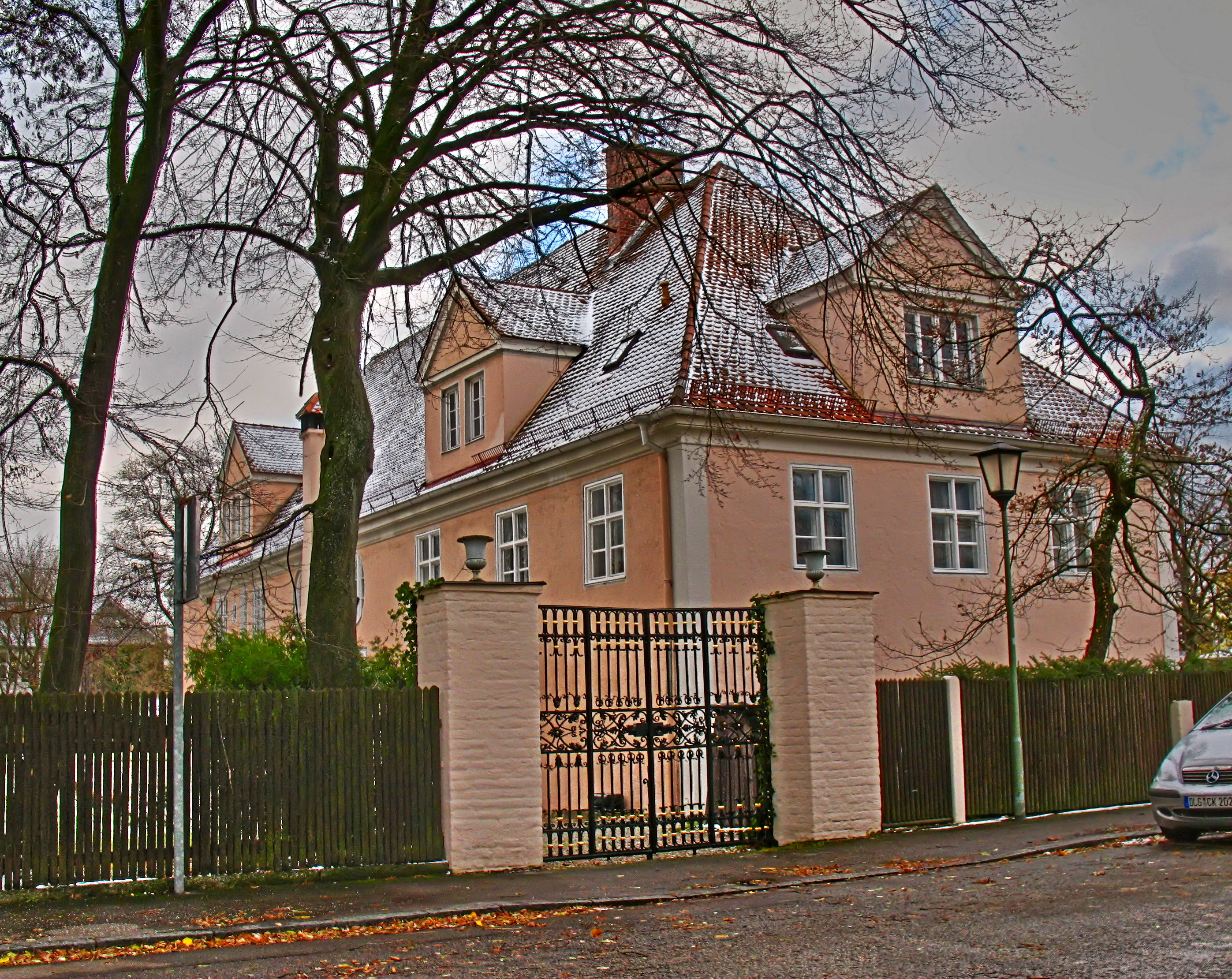
„Laimer Schlössl“ in München

Außerdem erwarb er 1908 das verfallene, unter dem Bayerischen Kurfürsten Max Emanuel errichtete Wirtschaftsgebäude an der Agnes-Bernauer-Straße in München und ließ es umfangreich renovieren. Es liegt in der Nachbarschaft des ab 1911 errichteten Neubaugebiets an der Gunzenlehstraße. In den Nebengebäuden befand sich Fischers Planungsbüro. Das „Laimer Schlössl“ stellt heute eine der Sehenswürdigkeiten von München-Laim dar.

### Brunnen, Grabmale und Denkmale
| → Spaltensortierung |
| - Eine Spalte sortieren: das Symbol im Spaltenkopf anklicken. Spalte Grab/Künstler: Sortierung nach dem Familiennamen. - Nach einer weiteren Spalte sortieren: Umschalttaste gedrückt halten und das Symbol anklicken. |

| Bild | Jahr | Objekt                                                                                  | Ort                           |
| ---- | ---- | --------------------------------------------------------------------------------------- | ----------------------------- |
|      | 1895 | Familiengrabstätte Fischer                                                              | Schweinfurt                   |
|      | 1897 | Reiherbrunnen                                                                           | München-Au                    |
|      | 1901 | Winthirbrunnen (im Zweiten Weltkrieg zerstört)                                          | München-Neuhausen             |
|      | 1902 | Denkmal zur Erinnerung an die 100-jährige Zugehörigkeit der Stadt Schweinfurt zu Bayern | Schweinfurt, an der Maxbrücke |
|      | 1903 | Mausoleum der Familie Weinmann                                                          | Leoni                         |
|      | 1904 | Rückert-Brunnen                                                                         | Erlangen                      |
|      | 1904 | Grabmal Schön (Zeichnung von Theodor Fischer)                                           | Worms                         |
|      | 1908 | Brunnen beim Bismarckturm                                                               | Assenhausen                   |
|      | 1909 | Grabmal für Hermann Staigmüller                                                         | Stuttgart, Pragfriedhof       |
|      | 1911 | Bismarck-Denkmal                                                                        | Nürnberg, Prinzregentenufer   |
|      | 1912 | Entwurf eines Grabmals für Adolf von Wilbrandt († 10. Juni 1911 in Rostock)             | Tübingen?                     |
|      | 1914 | Grabmal für Rudolf von Scharpff                                                         | Stuttgart, Pragfriedhof       |
|      | 1915 | Grabmal für Erwin Rohde                                                                 | Heidelberg                    |
|      | 1916 | Kriegerdenkmal                                                                          | Zabern (Elsass)               |
|      | 1917 | Grabmal                                                                                 | Schweinfurt                   |
|      | 1918 | Entwurf eines Grabmals für Lisbeth Wilbrandt geb. Koller († 1918?)                      | Tübingen                      |
|      | 1921 | Grabmal für Siebeck                                                                     | Tübingen                      |
|      | 1921 | Ulanendenkmal                                                                           | Bamberg, Ulanenplatz          |
|      | 1925 | Kriegerdenkmal                                                                          | Schweinfurt                   |
|      | 1925 | Grabmal                                                                                 | Worms                         |

## Schriften
- Stadterweiterungsfragen mit besonderer Rücksicht auf Stuttgart. Deutsche Verlags-Anstalt, Stuttgart 1903. (Digitalisat)
- Schule am Fangelsbachfriedhof Beschrieb. (Projektbeschreibung der Heusteigschule) Transkription des Manuskripts von Theodor Fischer, 1904. In: #Krebber 1996, Seite 117–118.
- Das Schulhaus vom ästhetischen Standpunkt. Transkription des Typoskripts von Theodor Fischer, 12. Dezember 1907. In: #Krebber 1996, Seite 119–125.
- Sechs Vorträge über Stadtbaukunst. R. Oldenbourg, München u. a. 1920.
- Denkschrift zum General-Bebauungs- und Besiedlungsplan für Augsburg und Umgebung. Augsburg 1930.
- Gegenwartsfragen künstlerischer Kultur. Filser, Augsburg 1931.

## Filme
Theodor Fischer, Bayerischer Architekt und Städteplaner. Eine Filmdokumentation von Bernhard Graf. Bayerischer Rundfunk, 2005.